# خوان كارلوس مورينو رودريغيز
خوان كارلوس مورينو رودريغيز (بالإسبانية: Juan Carlos Moreno Rodríguez) (19 أبريل 1975 في إسبانيا - ) هو مدرب كرة قدم ولاعب كرة قدم إسباني في مركز الوسط. شارك مع منتخب إسبانيا تحت 18 سنة لكرة القدم. أما مع النوادي، فقد لعب مع ريكرياتيفو ونادي ألباسيتي ونادي إكستريمادورا ونادي برشلونة ب ونادي برشلونة ونادي كارتاخينا ونادي لاردة ونومانسيا ونادي تيراسا ‏.

## وصلات خارجية
- خوان كارلوس مورينو رودريغيز على موقع قاعدة بيانات كرة القدم.إي يو (الإنجليزية)
- خوان كارلوس مورينو رودريغيز على موقع Soccerway.com (الإنجليزية)